# كريس بيكر
كريس بيكر (بالإنجليزية: Chris Baker)‏ هو سياسي أسترالي، ولد في 9 يوليو 1958م.